# Montigny-lès-Metz
Montigny-lès-Metz é uma comuna francesa na região administrativa do Grande Leste, no departamento de Mosela. Estende-se por uma área de 6.70 km², e possui 21.749 habitantes, segundo o censo de 2018, com uma densidade de 3.200 hab/km².